# أندريا وونغ
تعمل أندريا وونغ (بالإنجليزية: Andrea Wong) في مجالس إدارة شركة الحرية للإعلام - Liberty Media Corporation وشركة الحرية للاستثمار Liberty Interactive Corporation وشركة خليج هدسون - Hudson's Bay Company وشركة محيط هدسون - Hudson Pacific Properties وشركة رأس المال الاجتماعي القابضة - Social Capital Hedosophia Holdings، كما تترأس أندريا أيضًاجمعية الأفلام البريطانية، وأحد أمناء الأكاديمية الملكية للفنون.
شغلت وونغ مؤخرًا منصب رئيس الإنتاج الدولي لشركة سوني بيكتشرز إنترتينمنت، International for Sony Pictures Entertainment ومقرها في لندن. أشرفت وونغ على شركات الإنتاج التلفزيوني في 18 شركة لمجموعة سوني بيكتشرز إنترتينمنت، مما نتج عنه ما يقرب من 1300 ساعة من الترفيه في جميع أنحاء العالم كل عام. من بين العديد من الإنجازات التي حققتها في هذا الدور، استطاعت وونغ الحصول على إنتاج مسلسل التاج - The Crown إلى سوني بيكتشرز إنترتينمنت، الحائز على جائزة الغولدن غلوب لأفضل مسلسل تلفزيوني درامي وأفضل أداء لممثلة في مسلسل تلفزيوني بالإضافة إلى العديد من الجوائز الأخرى. وبصفتها رئيسًا لشركة سوني بيكتشرز إنترتينمنت، قامت وونغ بتوجيه الشركة في المسائل التي تؤثر على الإنتاج العالمي ودافعت عن اهتمامات الاستوديو في الخارج.
في السابق، عملت وونغ كرئيس ومدير تنفيذي لشركة لابف تايم نتووركس، حيث أشرفت على العمليات اليومية لتلفزيون لايف تايم - Lifetime، ولايف تايم موفي نتوورك - Lifetime Movie Network، ولايف تايم ريال وومن - Lifetime Real Women، ولايف تايم ديجيتال - Lifetime Digital، بما في ذلك البرمجة، والتسويق ، ومبيعات الإعلانات، والشركاء التابعين للمبيعات، والشؤون العامة، والأعمال والشؤون القانونية، والتخطيط الاستراتيجي، والعمليات والبحث. خلال فترة وجودها هناك، رأت أن برنامج زوجات الجيش - Army Wives أصبح السلسلة الأصلية الأعلى تصنيفًا من أي وقت مضى على الإطلاق، وتزعمت اقتناء شبكات لايف تايملمشروع بروجيكت رانواي.
كانت وونغ قبل ذلك نائبة الرئيس التنفيذية، ومديرة قسم البرمجة البديلة، والعروض الخاصة في هيئة الإذاعة الأمريكية حيث طوّرت برامج مثل العازب - The Bachelor، والنسخة الأمريكية من الرقص مع النجوم - Dancing with the Stars، وترتيبات متطرفة Extreme Makeover الحائز على جائزة Emmy: الإصدار المنزلي.
حصلت وونغ على شهادة معهد ماساتشوستس للتكنولوجيا مع شهادة في الهندسة الكهربائية وحصلت على ماجستير في إدارة الأعمال من جامعة ستانفورد. حصلت ووتغ أيضًا على زمالة الملك هنري من معهد آسبن، وتعمل في المجلس الاستشاري لكلية ستانفورد للدراسات العليا للأعمال.

## روابط خارجية
- Profile in Stanford Alumni magazine
- Wong Speaks on Importance of Pursuing Passions